# Cardenal Cagliero
Cardenal Cagliero es una localidad del partido de Patagones, provincia de Buenos Aires, Argentina.

## Población
Cuenta con 89 habitantes (Indec, 2010), lo que representa un descenso del 21,2 % frente a los 113 habitantes (Indec, 2001) del censo anterior.
| Gráfica de evolución demográfica de Cardenal Cagliero entre 1991 y 2010 |
|                                                                         |
| Fuente: Censos nacionales del INDEC                                     |